# Direkteinleiter
Als Direkteinleiter bezeichnet man Gewerbe- und Industriebetriebe, die ihr Abwasser unmittelbar in ein Gewässer einleiten. Das Gegenteil dazu sind die Indirekteinleiter, die ihre Abwässer zunächst in Anlagen eines Dritten, z. B. die kommunale Kanalisation, und damit nur „indirekt“ in Gewässer einleiten. Auch kommunale Kläranlagen sind somit Direkteinleiter.

## Rechtliche Grundlage
Zur Direkteinleitung ist eine wasserrechtliche Erlaubnis nach § 10 Wasserhaushaltsgesetz (WHG) erforderlich. Diese kann die Behörde nur dann erteilen, wenn die Schadstofffracht des Abwassers nach etwaiger Behandlung so gering ist, wie dies bei Einhaltung des jeweils in Betracht kommenden Verfahrens nach dem Stand der Technik möglich ist (§ 57 WHG). Mindestanforderungen an Abwassereinleitungen und Abwasser aus gewerblichen und industriellen Betrieben definieren branchenspezifische Anhänge zur Abwasserverordnung. Bisher wurden in die Abwasserverordnung 57 solcher Anhänge aufgenommen.

## Entwicklung
Seit 1976 werden in der BRD Mindestanforderungen an das Einleiten von Abwasser in Gewässer und somit an Abwasseranfall, -vermeidung und -behandlung gestellt. Grundlage ist seit 1996 der sogenannte Stand der Technik (§ 3 Nr. 11 WHG).